# Jan Jiří Lehner
Jan Jiří Lehner též Johann Georg Lehner či Johann Georg Lehnert (kolem 1700 Řezno – 1776? Opava?) byl barokní sochař působící ve Slezsku a na severní Moravě. Narodil se kolem roku 1700 v bavorském Řezně (Regensburg) a zemřel roku 1776 pravděpodobně v Opavě, kde strávil většinu svého života.

## Život
Přesné datum sochařova narození nebo zprávy o jeho uměleckém školení zatím nejsou známy. První zmínka o jeho pobytu na našem území je z roku 1718, kdy podle dochovaných zápisů zastupoval olomouckého sochaře Johanna Sturmera při křtu dcery zlatníka Franze Schwegerla. Lze tedy předpokládat, že byl členem jeho dílny a Sturmer měl velký vliv na formování Lehnerova stylu. Bohužel se nám z této doby nedochovala žádná jeho díla.
Než se Lehner v roce 1729 natrvalo usadil v Opavě, podílel se na sochařské výzdobě barokního zámku v Kravařích, nebo poté na panství Žerotínů ve Velkých Losinách. V hlavním městě Rakouského Slezska a se mu podařilo se svojí dílnou za bezmála třicet let vybavit za podpory Lichtenštejnů a církevních řádů většinu zdejších chrámů. Pozdní fáze jeho kariéry se soustředila na území dnešního Polska do Těšína a Krakova. Jeho poslední doložená zakázka byla pro cisterciácký klášter ve městě Jemielnica.

## Dílo

### Zámky Kravaře a Velké Losiny
Zde Lehner působil kolem roku 1721, kdy byl na místě původního panského sídla vystavěn nový zámek ve stylu vrcholného baroka. Tato výstavba probíhala v letech 1721–⁠⁠⁠⁠⁠⁠1428 za Jana Rudolfa svobodného pána z Eichendorffu. Lehner byl pověřen řezbářskou výzdobou zámecké kaple a vytvořením kamenných alegorických figur Moudrosti(Prozřetelnosti) a Síly na vstupním portále další drobné práce na fasádě. Na těchto sochách, které jsou prezentovány na místě výdusky, je patrná znalost práce Matyáše Bernarda Brauna a jeho dílny.
Ve 30. letech se Lehnerovi naskytla příležitost spolupracovat s Jiřím Antonínem Heinzem a Sebaldem Kapplerem na výzdobě původní barokní zahrady zámku ve Velkých Losinách u Šumperka (o této spolupráci bezpečně víme z dochovaných písemných pramenů). Lehner byl autorem celkem šesti alegorických soch, z nichž Alegorie čtyř ročních období se nám nedochovala. Zbylé dvě sochy v nadživotní velikosti, Alegorie Síly a Bolesti, jsou z pískovce, stojící na žulovém krychlovém soklu, který je v horní části členěn římsou. 
Alegorie síly je podle zámeckých účtů vykládána jako souboj Samsona se lvem. Hlavní postava, muskulaturní hrdina oděn v bederní roušku, je zobrazena právě v okamžiku, kdy usedá na lví hřbet a chystá se zasadit ránu dýkou. Celková koncepce sousoší je velmi expresivní, zdůrazňující napětí a dramatičnost aktu. Tento dojem ještě podtrhuje esovité natočení figury, tzv. figura serpentinata. Samsona a lva pak v kompozici doplňuje kmen stromu. Alegorie Bolesti je interpretována jako sousoší zápasícího Milóna Krotónského. Tato interpretace vyplývá z podobnosti se stejnojmenným sousoším od Pierra Pugeta ve Versailles. I v tomto případě se jedná o polonahou mužskou postavu napadenou zvířetem. Podle pověsti byl Milón rozsápán lvem, v losinském sousoší má ale podobu spíše neurčité šelmy. Opět zde pozorujeme značnou expresivitu, především v tváři Milóna, který se snaží v bolesti vyprostit ze spárů zvířete. Toto sousoší je pravděpodobně jediným zobrazením legendy o Milónu Krotónském na našem území.
- Alegorické sochy na portále zámku v Kravařích
- Adorující andělé, zámecká kaple v Kravařích
- Alegorie Bolesti (Smrt Milóna Krotónského), zámecký park ve Velkých Losinách

### Opava a okolí
V letech 1732–⁠⁠⁠⁠⁠⁠1737 pracoval Lehner pro opavský dominikánský konvent, kterému dodal do kostela oltáře a kazatelnu. Toto vybavení bylo po zrušení kláštera rozptýleno a až na výjimky zničeno. 
K dalším jeho dílům patřil hlavní oltář z let 1755–1758 v dnešní konkatedrále Nanebevzetí Panny Marie . Oltář byl zničen při velkém požáru Opavy v roce 1758 a dnes je znám pouze z lipového modelu, tzv. bozzetta, uloženého v Slezském zemském muzeu.

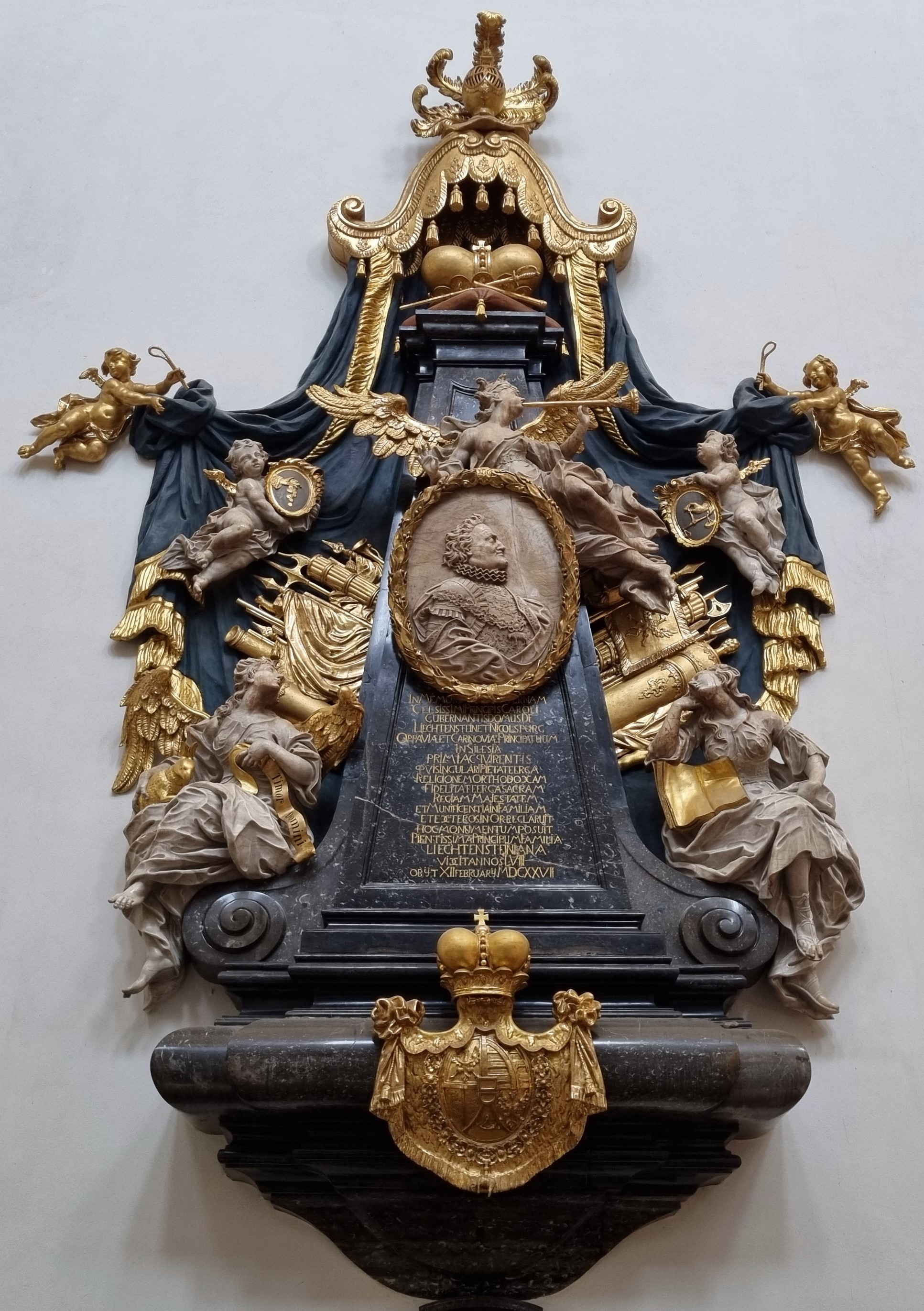
Epitaf knížete Karla I. z Lichtenštejna, katedrála v Opavě

Velmi významná práce pro opavskou katedrálu je figurální epitaf knížete Karla I. z Lichtenštejna, který se nachází na severní straně interiéru presbyteria. Tento signovaný památník pochází z let 1757–1758 a 1765 a byl vytvořen na základě poslední vůle knížete z roku 1623, ve které si přál být pohřben právě v opavském kostele Nanebevzetí Panny Marie a mít v místě hrobu epitaf. Kníže zemřel roku 1627, v Opavě ovšem pohřben nebyl a k vystavění památného epitafu se přistoupilo až po polovině 18. století. Práce na epitafu započaté roku 1757 přerušil roku následujícího zhoubný požár města. Reprezentativní dílo pak bylo dokončeno až roku 1765. Je zhotoveno z barevně kontrastních materiálů jakými jsou alabastr, černý a bíle žilkovaný mramor, štuk a zlacené dřevo. Základem kompozice je zploštělý pyramidální útvar s volutovými křídly, který drží konzola s erbem rodu Lichtenštejnů, v jehož středu je medailon knížete Karla a pod ním legenda. Vrchol kompozice tvoří baldachýn se spuštěnými závěsy, pod kterým se nachází knížecí koruna. Celek pak doplňují symboly knížecí moci, bohatství, vojenských úspěchů, dále sošky andělů i andílků a alegorie Fámy, která světu hlásá slávu knížete. V celém díle jsou patrné stěžejní znaky Lehnerovy tvorby: efektivní aranžmá postav, bohaté řasení draperie, hybnost a expresivita. 
Další památkou funerálního umění jsou epitafy pro Karla Sedlnického z Choltic († 1731) v kostele v polské Opavici, nebo pro hraběte Jindřicha Wilczka († 1739) ve farním kostele v Klimkovicích.
Po požáru roku 1945 bývalého jezuitského kostela sv. Jiří, se částečně dochovala Lehnerova štuková výzdoba, některé oltáře a kazatelna ze 30. let.  Další méně rozsáhlé práce vytvářel sochař i pro další řádové kostely ve městě. Johanitský (30. léta), minoritský (50. léta), a již zrušené kostely klarisek (50. léta) nebo františkánů (1761–1762). Pro kostel v Opavě-Jaktaři vytvořil nezachovaný tabernákl a oltář v svatoanenské kapli z roku 1760. 
V letech 1731–1732 pracoval pro krnovské minority, pro které vytvořil nezachovanou kazatelnu v poutním chrámu na vrchu Cvilín, který mají minorité ve své správě. V dalších letech je činnost jeho dílny zaznamenána pro kostely v Sosnové (kolem 1728), Svatoňovicích (1735), Hrabyni (1756–1757, částečně zachováno), nebo Moravici (mezi 1755–1761, nezachováno). Ze signovaného vybavení zámecké kaple v Odrách (po 1734) se zachovaly fragmenty v městském muzeu v Novém Jičíně. 
Z kamenných venkovních realizací můžeme uvést sochu Immaculaty na náměstí v Janově (1739) nebo sv. Jana Nepomuckého u kostela v Sosnové (1749).
- Štuková výzdoba kostela sv. Vojtěcha v Opavě
- Immaculata v Janově
- Svatý Jan Nepomucký v Sosnové
- Immaculata, minoritský klášter v Opavě

### Pozdní dílo v dnešním Polsku
Mezi lety 1742–⁠⁠⁠⁠⁠⁠1743 se Lehner podílel na vybavování poškozeného kostela milosrdných bratří v polském Těšíně. V letech 1744–1747 vytvořil rozsáhlou vnitřní štukovou výzdobu a sochy bočních oltářů paulánského kostela v Krakově. Poslední známou Lehnerovou zakázkou jsou pak menší sochařské práce pro cisterciáky v Jemielnici v polském Slezsku z let 1762–1763.
- Hlavní oltář kostela milosrdných bratří v Těšíně
- Štuková výzdoba paulánského kostela v Krakově
- Boční oltáře v klášterním kostele v Jemielnici